# Mohan Shamsher Jang Bahadur Rana
Mohan Shamsher Jang Bahadur Rana (मोहन समसेर जङ्गबहादुर राणा - Mohana Samasera Jaṅgabahādura Rāṇā; 23 dicembre 1885 – Bangalore, 6 gennaio 1967) è stato un politico nepalese, Maharaja di Lambjang e Kaski, generale e Primo ministro del Nepal dal 1948 al 1951.
È stato l'ultimo Primo ministro ereditario del Nepal appartenente alla famiglia Rana, la quale ha tenuto le redini del governo nepalese dal 1846 al 1951 prima della restaurazione della monarchia ad opera del re Tribhuvan. Anche in seguito la famiglia ha conservato una notevole influenza nella vita politica nepalese.

## Onorificenze
Di seguito la lista delle onorificenze.